# Дромотропный эффект
Дромотропный эффект (от др.-греч. δρόμος — бег, быстрое движение; др.-греч. τρόπος — направление действия, способ действия) — изменение скорости проведения возбуждения через атрио-вентрикулярный узел.
- Положительный дромоторопный эффект — улучшение проводимости (симпатические влияния)
- Отрицательный дромотропный эффект — ухудшение проводимости (парасимпатические влияния)